# The Lamb Lies Down on Broadway
Az 1974-es The Lamb Lies Down on Broadway a Genesis dupla koncepcióalbuma. A hatodik albumuk az utolsó, melyen Peter Gabriel énekel. Szerepel az 1001 lemez, amit hallanod kell, mielőtt meghalsz című könyvben.

## Az album dalai
A dalszövegeket Peter Gabriel írta, kivéve a The Light Dies Down on Broadway-t, melyet Banks és Rutherford írt.
| 1. | The Lamb Lies Down on Broadway         | Tony Banks, Phil Collins, Peter Gabriel, Steve Hackett, Mike Rutherford | 4:55 |
| 2. | Fly on a Windshield                    | Banks, Collins, Gabriel, Hackett, Rutherford                            | 2:47 |
| 3. | Broadway Melody of 1974                | Banks, Collins, Gabriel, Hackett, Rutherford                            | 2:11 |
| 4. | Cuckoo Cocoon                          | Banks, Collins, Gabriel, Hackett, Rutherford                            | 2:14 |
| 5. | In the Cage                            | Banks, Collins, Gabriel, Hackett, Rutherford                            | 8:15 |
| 6. | The Grand Parade of Lifeless Packaging | Banks, Collins, Gabriel, Hackett, Rutherford                            | 2:45 |

| 1. | Back in N.Y.C.          | Banks, Collins, Gabriel, Hackett, Rutherford | 5:49 |
| 2. | Hairless Heart          | Banks, Collins, Gabriel, Hackett, Rutherford | 2:13 |
| 3. | Counting Out Time       | Banks, Collins, Gabriel, Hackett, Rutherford | 3:45 |
| 4. | The Carpet Crawlers     | Banks, Collins, Gabriel, Hackett, Rutherford | 5:16 |
| 5. | The Chamber of 32 Doors | Banks, Collins, Gabriel, Hackett, Rutherford | 5:44 |

| 1. | Lilywhite Lilith                         | Banks, Collins, Gabriel, Hackett, Anthony Phillips, Rutherford | 2:40 |
| 2. | The Waiting Room                         | Banks, Collins, Gabriel, Hackett, Rutherford                   | 5:28 |
| 3. | Anyway                                   | Banks, Collins, Gabriel, Hackett, Phillips, Rutherford         | 3:18 |
| 4. | Here Comes the Supernatural Anaesthetist | Banks, Collins, Gabriel, Hackett, Rutherford                   | 2:50 |
| 5. | The Lamia                                | Banks, Collins, Gabriel, Hackett, Rutherford                   | 6:57 |
| 6. | Silent Sorrow in Empty Boats             | Banks, Collins, Gabriel, Hackett, Rutherford                   | 3:06 |

| 1. | The Colony of Slippermen (The Arrival/A Visit to the Doktor/Raven) | Banks, Collins, Gabriel, Hackett, Rutherford | 8:14 |
| 2. | Ravine                                                             | Banks, Collins, Gabriel, Hackett, Rutherford | 2:05 |
| 3. | The Light Dies Down on Broadway                                    | Banks, Collins, Gabriel, Hackett, Rutherford | 3:32 |
| 4. | Riding the Scree                                                   | Banks, Collins, Gabriel, Hackett, Rutherford | 3:56 |
| 5. | In the Rapids                                                      | Banks, Collins, Gabriel, Hackett, Rutherford | 2:24 |
| 6. | it.                                                                | Banks, Collins, Gabriel, Hackett, Rutherford | 4:58 |

## Helyezések és eladási minősítések

### Album
| Év   | Lista                | Helyezés |
| ---- | -------------------- | -------- |
| 1974 | Brit albumlista      | 10       |
| 1974 | Billboard Pop Albums | 41       |

### Eladási minősítések
| Szervezet     | Minősítés | Dátum             |
| ------------- | --------- | ----------------- |
| BPI – UK      | ezüst     | 1975. február 1.  |
| CRIA – Kanada | arany     | 1978. május 1.    |
| RIAA – USA    | arany     | 1990. április 20. |

## Közreműködők
- Tony Banks – billentyűk, zongora
- Phil Collins – dob, ütőhangszerek, vibrafon, vokál
- Peter Gabriel – ének, fuvola, oboa
- Steve Hackett – gitár
- Mike Rutherford – basszusgitár, tizenkéthúros gitár, basszuspedál

## Fordítás
Ez a szócikk részben vagy egészben a The Lamb Lies Down on Broadway című angol Wikipédia-szócikk ezen változatának fordításán alapul.  Az eredeti cikk szerkesztőit annak laptörténete sorolja fel. Ez a jelzés csupán a megfogalmazás eredetét és a szerzői jogokat jelzi, nem szolgál a cikkben szereplő információk forrásmegjelöléseként.